# Natural Sciences and Engineering Research Council
Natural Sciences and Engineering Research Council (NSERC), fr. Conseil de recherches en sciences naturelles et en genie du Canada (CRSNG) – kanadyjska agencja rządowa, wyodrębniona z National Research Council of Canada, zajmująca się finansowaniem badań z zakresu nauk inżynieryjnych i przyrodniczych przy pomocy dotacji, stypendiów oraz nagród.
Powstała w maju 1978 siedzibą w Ottawie, zatrudnia ok. 380 pracowników, dysponując budżetem w wysokości prawie miliarda dolarów (2008). Zarządza nią 21-osobowy komitet przedstawicieli sektora publicznego i prywatnego, a także szkolnictwa wyższego. Obecnym prezydentem jest Suzanne Fortier, a w przeszłości (1995-2005) był nim także Polak - Tomasz A. Brzustowski.
Za wybitne przełomy w nauce NSERC przyznaje najbardziej prestiżowe wyróżnienie naukowe w Kanadzie – Złoty Medal im. Gerharda Herzberga. Otrzymanie go jest równe gwarancji przyznania na okres 5 lat dofinansowania na badania w wysokości miliona dolarów. 